# Yoshiki Hayashi
Yoshiki (林 佳樹 Hayashi Yoshiki) (Tateyama, Chiba, Japó 20 de novembre de 1965) és un músic japonès, més conegut com a líder i fundador del grup de rock japonès X Japan. És considerat un dels bateries més influents en tota la història del rock. Fou el compositor de la majoria de cançons de la banda i a part de la bateria també tocava el piano al grup. Yoshiki, com a productor, ha venut 50 milions d'àlbums. També és propietari de la seva pròpia discogràfica, Extasy Records.

## Discografia

### Senzills
- 背徳の瞳 [Haitoku No Hitomi] ~Eyes Of Venus~ / Virginity  "V2" (1992.1.18)
- Amethyst (1993.11.3)
- 今を抱きしめて [Ima Wo Dakishimete]  "Noa" (1993.11.3)
- Rain  "Glay" (1994.5.25)
- Foreign Sand  "Roger Taylor" (1994.6.1)
- Moment  "Hideki Saijo" (1997.8.6)
- Begin  "Shoko Kitano" (1998.6.23)
- 薔薇と緑 [Bara To Midori]  "Shoko Kitano" (1998.10.28)
- 深紅の花 [Shinku No Hana]  "Shizuka Kudo" (2000.11.8)
- Seize The Light  "Globe" (2002.11.27)
- I'll Be Your Love  "Dahlia" (2003.10.29)
- Scorpio  "The Trax" (2004.12.15)
- Rhapsody  "The Trax" (2005.4.20)
- Sex and Religion  "Violet UK" (2005.12.19)

### Àlbums d'estudi
- Yoshiki Selection (1991.12.12)
- Eternal Melody I (1993.4.21)
- A Music Box For Fantasy (1993.7.25)
- Yoshiki Selection II (1996.4.11)
- Eternal Melody II (2005.3.23)

### Compilacions per artistes
- KISS My Ass (1994.6.21)
- hide Tribute Spirits (1999.5.1)
- Ai Chikyu-haku Presents Love The Earth (2005.3.30)

Per la seva discografia amb X Japan si us plau visiti la pàgina de X Japan.